# Vrhi Pregradski
Vrhi Pregradski is een plaats in de gemeente Pregrada in de Kroatische provincie Krapina-Zagorje. De plaats telt 412 inwoners (2001).